# Paweł Bożyk
Paweł Bożyk (ur. 18 maja 1939 w Siedliskach, zm. 12 października 2021 w Warszawie) – polski ekonomista, publicysta i polityk, profesor nauk ekonomicznych. W latach 2004–2021 przewodniczący Ruchu Odrodzenia Gospodarczego im. Edwarda Gierka (w latach 2005–2017 partii politycznej).

## Życiorys
Urodził się w miejscowości Siedliska. Jego matka została zamordowana przez UPA, a ojciec zesłany do obozu karnego w Workucie, skąd do Polski już nie powrócił. Do osiemnastego roku życia wychowywał się w domu dziecka.
Absolwent Wydziału Nauk Ekonomicznych Uniwersytetu Warszawskiego (1962). Rozprawę doktorską pt. Wymiana zagraniczna a dochód narodowy obronił w 1967 na Wydziale Handlu Zagranicznego Szkoły Głównej Planowania i Statystyki, habilitację uzyskał tamże w 1971 na podstawie pracy pt. Korzyści z międzynarodowej specjalizacji. Stanowisko profesora nadzwyczajnego uzyskał w 1975, przed otrzymaniem tytułu profesora, w 1979 awansował na profesora zwyczajnego. Przez 8 lat pełnił funkcję osobistego doradcy ekonomicznego I sekretarza KC PZPR Edwarda Gierka (od grudnia 1974 do maja 1977 był zatrudniony jako zastępca kierownika Kancelarii Sekretariatu Komitetu Centralnego PZPR). Od maja 1977 do 14 października 1989 był kierownikiem Zespołu Doradców Naukowych I Sekretarza KC PZPR.
Wykładał w Instytucie Międzynarodowych Stosunków Gospodarczych Szkoły Głównej Handlowej oraz w Katedrze Międzynarodowych Stosunków Gospodarczych Wyższej Szkoły Handlu i Prawa im. Ryszarda Łazarskiego w Warszawie. Był rektorem i profesorem zwyczajnym Uczelni Vistula (wcześniej Wyższej Szkoły Ekonomiczno-Informatycznej). Był recenzentem jednej rozprawy habilitacyjnej (1979) oraz 8 prac doktorskich (w latach 1999–2010).
Był członkiem Komitetu Nauk Ekonomicznych Polskiej Akademii Nauk. Został również członkiem Senatu Uniwersytetu Narodów Zjednoczonych w Tokio. Na przełomie lat 70. i 80. był członkiem Rady Redakcyjnej organu teoretycznego i politycznego KC PZPR „Nowe Drogi”.
Jest autorem i współautorem kilkunastu podręczników akademickich, 64 monografii, 37 studiów i rozpraw oraz 165 artykułów naukowych.
17 grudnia 2004 założył ugrupowanie Ruch Odrodzenia Gospodarczego im. Edwarda Gierka, 14 marca 2005 zarejestrowane jako partia polityczna. W wyborach parlamentarnych w 2005 bez powodzenia kandydował do Senatu z ramienia Sojuszu Lewicy Demokratycznej, w ramach porozumienia wyborczego ROG z SLD. Zajął 10. miejsce spośród 21 kandydatów w okręgu warszawskim. W wyborach parlamentarnych w 2011 bezskutecznie kandydował do Sejmu z listy SLD w okręgu katowickim, uzyskując 1035 głosów.
Był przewodniczącym ROG (w 2017 wykreślonego z rejestru partii) oraz (od 2007) Kongresu Porozumienia Lewicy (porozumienia kilku lewicowych ugrupowań pozaparlamentarnych). Jego publikacje ukazywały się w tygodniku „Przegląd”.
Laureat m.in. Nagrody resortowej I stopnia (1977) oraz Nagrody Wydziału Nauk Społecznych PAN I stopnia (1978). Odznaczony Krzyżem Kawalerskim Orderu Odrodzenia Polski.

## Życie prywatne
Syn Mikołaja i Franciszki. Jego żoną była Anna Maria Bożyk. Powołana została fundacja jej imienia. Miał syna Piotra.